# ティム・ガン
“ティム”ティモシー・M・ガン（Timothy M. "Tim" Gunn, 1953年7月29日 - ）は、アメリカ合衆国のファッションコンサルタントでテレビパーソナリティ。1982年から2007年までパーソンズ美術大学の講師を務め、2000年8月から2007年3月までファッションデザイン学科の学部長を務めた。その後Liz Claiborne社のチーフ・クリエイティブ・オフィサーに就任している。リアリティ番組の「プロジェクト・ランウェイ」の助言役（メンター）としてよく知られている。同番組におけるティムの人気上昇を受けて、スピンオフ番組『Style up スタイルアップ 〜ティム・ガンのファッション チェック』が制作され、著書『A Guide to Quality, Taste and Style』も発刊された。

## 生い立ち
ティムは ワシントンD.C.にて生まれ育った。父のジョージア・ウィリアム・ガンはジョン・エドガー・フーヴァーがFBI長官を務めた時代のFBI捜査官だった。ティムは高校時代を通じて水泳で才能を発揮し、卒業後はCorcoran College of Art and Designへ進学、彫刻分野の美術学士を習得している。
後年になり、17歳当時に服薬自殺を図った経験があることを、若年層のLGBTにおける自殺問題解消を目的としたオンラインビデオチャンネル「It Gets Betterプロジェクト」に寄稿したビデオにて、公表している。

## キャリア
1982年にパーソンズ美術大学での勤務を始め、1989年から2000年には副学部長を務め、2000年8月には学部長へ就任した。「21世紀に向けた教育課程の改革と活性化に貢献した人物」と評価されている。
2004年の『プロジェクト・ランウェイ』第1シーズンから出演し、"Make it work. (形にしよう)" のキャッチフレーズで有名になる。また 2007年9月にケーブルテレビチャンネルのBravoにて始まったリアリティ番組『Style up スタイルアップ 〜ティム・ガンのファッション チェック』では一般視聴者へのファッションアドバイザー役をこなした。
2007年2月放送の『アグリー・ベティ』と2009年8月放送の『私はラブ・リーガル』に、架空のファッション番組のリポーターとして、自分自身の役でカメオ出演している。
2007年にパーソンズを離れ、同年3月にLiz Claiborne社のチーフ・クリエイティブ・オフィサーに就任した。
2007年4月に『A Guide to Quality, Taste and Style』（共著：ケイト・モロニー＝パーソンズ・ファッションデザイン副学部長、カバー撮影：Markus Klinko & Indrani）をAbrams Image Publishersより出版した。プロモーションの一環で訪れたカリフォルニア州パームスプリングス市近郊のパームデザート市は、彼の訪問を記念して4月27日（パームデザートへのティムの訪問日）を"Timothy M. Gunn Day"として公式な記念日に選定した。また、彼の功績を記念して、パームスプリングス市より感謝状が、ランチョ・ミラージュ市より盾がそれぞれ贈られた。また2007年5月にサンフランシスコ・ベイエリアを訪れた際には、 Project FiveFour 07の審査員として登場し、Fashion Institute of Design & Merchandisingの学生12人がデザインしたガウンを審査した。このコンペの収益は経済的な理由でプロムドレスを買うことのできない高校生へ向けた現地のチャリティ事業「The Princess Project」へ寄付された。
2009年5月にはCorcoran College of Art and Designの卒業式講演者を務め、同校の名誉博士号を受けている。
ティムは『ザ・レイト・レイト・ショー・ウィズ・クレイグ・ファーガソン』の"Dear Aquaman"というコーナーに時々出演し、Aquaman (クレイグ・ファーガソン)の助手や代役として、番組に寄せられる手紙に回答したり助言をしている。
『ママと恋に落ちるまで』の第100話でバーニーのパーソナルテイラーとしてゲスト出演している。
『ゴシップガール』シーズン4第6話に彼自身の役で出演している。

### 他分野での露出
2007年8月、Jeffrey Lependorfの"Tim Gunn's Podcast (a reality chamber opera)"がニューヨークのCornelia Street Cafeで初演された。翌年には New York International Fringe Festivalにて再演された。
2009年9月開催のNew York Fashion Weekに合わせてマーベル・コミックよりファッションをテーマにしたコミックブック Models Inc. が発刊され、ティムは第1巻のVariant coverとbackup story「LOADED GUNN」に登場した。プロジェクト・ランウェイ・ファンのMark Sumerakが脚本を制作、Phil Jimenezが作画を担当した。ティムはNew York Fashion Museum（架空の博物館）を乗っ取ろうする悪の組織を阻止するためにアイアンマンのアーマーを着て登場している。
2010年8月、ティムは第62回プライムタイム・エミー賞で、ジミー・ファロンをブルース・スプリングスティーンのアルバムボーン・イン・ザ・U.S.A.風にスタイプアップさせるオープニングスキット（寸劇）に出演した。

### コメント物議
メリル・ストリープやヒラリー・クリントン、 キム・カーダシアンなど著名な女性のファッション性についてのコメントでティムは度々物議を醸している。ヒラリーへの批評では「彼女はジェンダーが分からなくなったんじゃないかと思う。彼女のドレス姿は男っぽく見える。」と発言し、メリルに関しては「彼女と『衣服の記号論』についておしゃべりしてみたいね。…ファッションに関しては『よくお分かり』みたいだから。」とコメントしている。キムについては彼女のファッション新ラインについて「ファッションテイストがずれてるから、あまり長く続けるのは良くないと思う」と述べた。

## 私生活

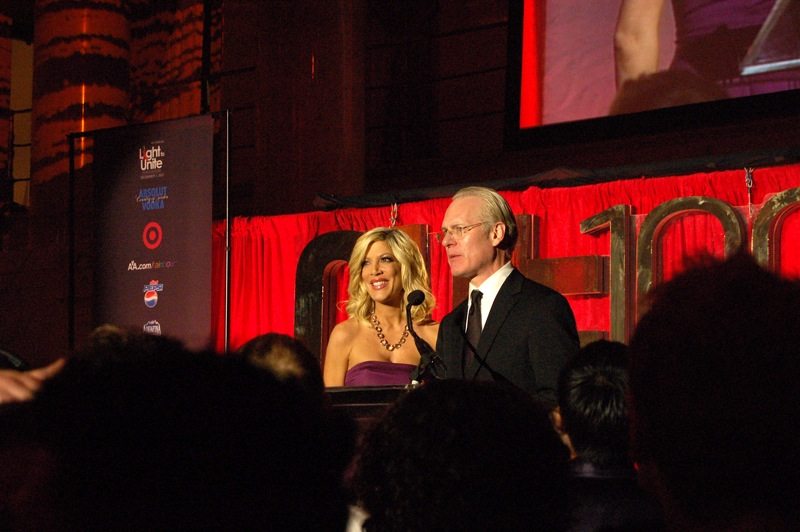
トリ・スペリングと一緒にプレゼンターを務めるティム。2007年11月

ティムはニューヨークに在住し、ゲイであることを公にしている。最近のインタビューでは自身についてAセクシュアルだと認識していると述べていて、それまで9年間続いたパートナーシップが突然終わった1980年代前半以降は恋愛関係を持ったことがないと語り、関係がなくなった後も以前のパートナーに対する思いがずっとあるとも語っている。
ティムは動物毛皮を使用した服飾デザインについて猛烈な反対派であり、2008年には動物の権利保護団体 PETAが制作した、中国国内で毛皮目的で飼育されるウサギに関するビデオのナレーションを務めた。彼は毛皮目的で扱われる動物ついて「筆舌に尽くしがたいほど無責任な行為」だと主張している。

## 出演作品
- プロジェクト・ランウェイ Project Runway (2004年〜)
- Drinks with LX (2006年)
- アグリー・ベティ Ugly Betty (2007年)
- ティム・ガンのファッションチェック Tim Gunn's Guide to Style (2007年〜2008年)
- アメリカン・ダッド American Dad! (2008年)
- ザ・リプレイス 大人とりかえ作戦 The Replacements (2008年)
- 私はラブ・リーガル Drop Dead Diva (2009年)
- プロジェクト・ランウェイ オールスター・チャレンジ (2009年)
- The Biggest Loser: Second Chances (2009年)
- ママと恋に落ちるまで How I Met Your Mother (2010年)
- セックス・アンド・ザ・シティ2 Sex and the City 2[23] (2010年)
- ゴシップガール Gossip Girl (2010年)
- スマーフ The Smurfs[23] (2011年)
- Teen Spirit (2011年)
- The Revolution (2012年)
- The Smurfs 2 (2013年)

## 著書
- Gunn, Tim; Moloney, Kate (2007), Tim Gunn: A Guide to Quality, Taste & Style, Harry N. Abrams, Inc. ISBN 0-81099284-1
- Gunn, Tim; Calhoun, Ada (September 2010), Gunn's Golden Rules: Life's Little Lessons for Making It Work, Gallery ISBN 1-43917656-6
- Gunn, Tim (May 2011), Shaken, Not Stirred, Tim Gunn, ASIN B004UN4L9E

## 邦訳
- ケイト・モロニー共著『誰でも美しくなれる10の法則』　野澤敦子訳、宝島社、2011年　ISBN 978-4-7966-8150-6
- 『ティム・ガンのゴールデンルール』　野澤敦子訳、宝島社、2012年　ISBN 978-4-7966-8772-0